# Альберт-Парк (траса)
Траса Альберт-Парк (англ. Melbourne Grand Prix Circuit) — траса розташована в південно-східній частині Мельбурна, Австралія, використовується для гонок Формули-1 Гран-прі Австралії, Формули-3 і Формули Ford.
Траса вперше стала місцем розіграшу Великого Призу Австралії в 1953 році для машин «Formula Libre» (переможець — Дуг Вайтфорд на Lago-Talbot T26C). У 1994-1995 роках, після затвердження Мельбурну місцем проведення етапу чемпіонату світу 1996 року, траса в Альберт-парку, незважаючи на бурхливі протести «зелених», була корінним чином реконструйована. 
Вона має 16 поворотів, що носять порядкові номери. Трибуни уболівальників, розташовані між поворотами, названі іменами гонщиків — чемпіонів світу і двох австралійців — Артура Вейта і Дуга Вайтфорда. Траса — «швидкохідна», середні швидкості переможців перевищують тут 200-кілометрову відмітку.

## Переможці Гран-прі Австралії на трасі Альберт-Парк
Рожевим кольором позначені перегони, які не були частиною чемпіонату Світу з Формули-1.
| Сезон | Пілот               | Конструктор      | Звіт |
| ----- | ------------------- | ---------------- | ---- |
| 2011  | Себастьян Феттель   | Red Bull-Renault | Звіт |
| 2010  | Дженсон Баттон      | McLaren-Mercedes | Звіт |
| 2009  | Дженсон Баттон      | Brawn-Mercedes   | Звіт |
| 2008  | Льюїс Гамільтон     | McLaren-Mercedes | Звіт |
| 2007  | Кімі Ряйкконен      | Ferrari          | Звіт |
| 2006  | Фернандо Алонсо     | Renault          | Звіт |
| 2005  | Джанкарло Фізікелла | Renault          | Звіт |
| 2004  | Міхаель Шумахер     | Ferrari          | Звіт |
| 2003  | Девід Култхард      | McLaren-Mercedes | Звіт |
| 2002  | Міхаель Шумахер     | Ferrari          | Звіт |
| 2001  | Міхаель Шумахер     | Ferrari          | Звіт |
| 2000  | Міхаель Шумахер     | Ferrari          | Звіт |
| 1999  | Едді Ірвайн         | Ferrari          | Звіт |
| 1998  | Міка Хаккінен       | McLaren-Mercedes | Звіт |
| 1997  | Девід Култхард      | McLaren-Mercedes | Звіт |
| 1996  | Деймон Гілл         | Williams-Renault | Звіт |
| 1956  | Стірлінг Мосс       | Maserati         | Звіт |
| 1953  | Дуг Вайтфорд        | Talbot-Lago      | Звіт |